# Samojeed
De samojeed (Laika Samojedskaja) is een hoogbenig en langharig Russisch (met name West-Siberisch) hondenras, behorend tot de pool- en keeshonden.
Hij heeft zijn naam te danken aan het volk waarbij hij is ontdekt, de Samojeden. Het volk noemde de honden zelf echter “Bjelkiers”, wat ‘witte hond’ betekent.

## Grootte
De schofthoogte van reuen is ongeveer 55 cm en van teven ongeveer 50 cm, maar tot 4 cm hoger of lager komt bij beide geslachten voor.

## Vacht
De dikke vacht is wit met ruw, uitstaand dekhaar en een korte, dichte ondervacht. Om de ondervacht niet te beschadigen is het beter dit ras voorzichtig te kammen in plaats van te borstelen.

## Aard
De samojeed heeft een eigenzinnig karakter, is vriendelijk, vrolijk en gehoorzaam, maar nooit slaafs. Met de opvoeding moet men al heel vroeg beginnen. Veel variatie in commando's houdt hem alert.